# Sirijski ratovi
Sirijski ratovi predstavljaju šest sukoba između Seleukidskog Carstva i Ptolemejskog Egipta tijekom 3. i 2. stoljeća pr. Kr. nad kontrolom Kelesirije. Ovi su ratovi oslabili obje države, što je kasnije omogućilo Rimu i Partskom Carstvu da preuzmu njihove teritorije.
Prvi sirijski rat (274. - 271. pr. Kr.) započeo je kada je Antioh, sin Seleuka I., napao egipatske posjede uz potporu Maga iz Cirene. Iako je Antioh imao početne uspjehe, Ptolomej II. organizirao je uspješan protunapad.
Drugi sirijski rat (260. - 253. pr. Kr.) vodio je Antioh II. u savezu s Makedonijom. Nakon makedonske pobjede kod Kosa, Egipat je izgubio kontrolu nad dijelom teritorija, ali je rat završio mirovnim sporazumom i Antiohijevom ženidbom s Ptolemejevom kćeri Berenikom.
Treći sirijski rat (246. - 241. pr. Kr.) izbio je nakon što je Antiohova prva žena Laodika organizirala ubojstvo Berenike. Ptolemej III. vodio je uspješnu akciju osvete, osvojivši teritorije sve do Babilona. Rat je završio egipatskim osvajanjem sjeverne Sirije.
Četvrti sirijski rat (219. - 217. pr. Kr.) pokrenuo je Antioh III., nastojeći vratiti izgubljena područja. Unatoč početnim uspjesima, poražen je u odlučujućoj bitci kod Rafije 217. pr. Kr.
U petom sirijskom ratu (202. – 195. pr. Kr.) Antioh III., nakon godina jačanja carstva, konačno postiže pobjedu nad oslabljenim Egiptom. Odlučujuća pobjeda kod Paniuma donijela mu je kontrolu nad Kelesirijom.
Šesti sirijski rat (170. - 168. pr. Kr.) završio je rimskom intervencijom. Kada je Antioh IV. Epifan gotovo osvojio Aleksandriju, rimski izaslanik Gaj Popilije Lenas prisilio ga je na povlačenje, čime je okončano razdoblje velikog sirijsko - egipatskog sukoba.